# کاری هیسکانن
کاری هیسکانن (فنلاندی: Kari Heiskanen؛ زادهٔ ۱۶ مارس ۱۹۵۵) بازیگر اهل فنلاند است.
از فیلم‌هایی که وی در آن‌ها نقش داشته‌است، می‌توان به کمین، سال گرگ و سه مرد عاقل اشاره نمود.